# Pentekostalizm w Kenii

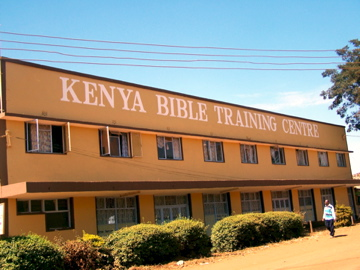

Pentekostalizm w Kenii – społeczność wyznawców Kościołów zielonoświątkowych w Kenii ma krótką historię, sięgającą początku XX wieku. Według badań z 2006 roku ponad połowa ludności Kenii należała do ruchów charyzmatycznych i zielonoświątkowych. Badanie wykazało również, że siedmiu na dziesięciu protestantów było zielonoświątkowcami lub charyzmatykami, ponadto jedna trzecia badanych katolików była charyzmatykami . Zielonoświątkowcy nie utworzyli jednego kościoła, który skupiałby wszystkich wyznawców. Powstało natomiast wiele denominacji, wśród których wyróżniają się Zielonoświątkowe Zbory Boże, Kościół Pełnej Ewangelii, Wolny Kościół Zielonoświątkowy, Deliverance Church of Kenya i Afrykański Niezależny Kościół Zielonoświątkowy. Liczba wszystkich zielonoświątkowców przekracza 10 milionów.

## Historia
W 1912 roku przybył do Kenii pierwszy misjonarz zielonoświątkowy z Finlandii. W tym samym roku w kościele anglikańskim pojawił się ruch charyzmatyczny znany jako ROHO ("Duch"). W 1918 r. Amerykanie ustanowili misję, która później połączyła się ze Zborami Zielonoświątkowymi Kanady. Kościoły powstałe w wyniku działalności misjonarskiej stały się niezależne w 1965 roku i zostały przemianowane na Zielonoświątkowe Zbory Boże. Do 2002 roku w Afryce Wschodniej istniało około 5000 takich kościołów .
W latach 30. XX wieku powstały liczne miejscowe kościoły, w tym Niezależny Afrykański Kościół Zielonoświątkowy. Przebudzenie Wschodnioafrykańskie, wywodzące się z Rwandy, w 1937 roku dotarło do Kenii, przyciągając wielu protestantów do ewangelikalnego i charyzmatycznego chrześcijaństwa .
W 1942 roku zielonoświątkowy ewangelista David Zakayo Kivuli, po zerwaniu ze Zborami Zielonoświątkowymi Kanady, założył African Israel Church Nineveh. W tym czasie pojawiły się dwie znaczące denominacje zielonoświątkowe: Evangelical Fellowship of Africa, założony przez misjonarzy amerykańskich w 1944 roku i Kościół Pełnej Ewangelii w Kenii, założony przez fińskich misjonarzy w 1949 roku .
W roku 1955 misję rozpoczynają Norwegowie, a w 1960 – Szwedzi. W wyniku fuzji tych misji powstaje później Wolne Stowarzyszenie Zielonoświątkowe w Kenii.
W 1957 roku amerykański ewangelista T.L. Osborn przeprowadził na wybrzeżu kenijskim kampanię ewangelizacyjną. Osborn kładł nacisk na uzdrowienie, z drugiej zaś strony zwalczał czary .
Po odzyskaniu niepodległości w 1963 roku powstawały rodzime kościoły, przyjechało także wielu zagranicznych misjonarzy. W 1967 roku amerykański zielonoświątkowiec Dale Brown założył Kenya Assemblies of God, które w 1972 roku połączyły się ze Zborami Bożymi USA. Badanie z początku lat 90. XX wieku wykazało, że Zbory Boże są najszybciej rozwijającym się wyznaniem w stolicy kraju – Nairobi, z roczną stopą wzrostu 38% .
W 1970 roku Joe Kayo utworzył Deliverance Church of Kenya, rdzenny kościół, który przyciągał miejską młodzież. Deliverance Church stał się członkiem Evangelical Fellowship of Kenya, organizacji utworzonej w 1976 roku, zrzeszającej większość kościołów zielonoświątkowych i charyzmatycznych .
W latach 70. i 80. liczba kościołów zielonoświątkowych w Nairobi podwoiła się. Na skutek działalności zagranicznych kaznodziejów stał się powszechny teleewangelizm i teologia dobrobytu. Na początku 2006 roku amerykański kaznodzieja zielonoświątkowy T.D. Jakes zgromadził prawie milion ludzi w parku Uhuru w Nairobi. W 2003 r. protestanci stanowili około 63%, a katolicy 26% ludności Kenii .
W 1988 roku swoją pierwszą krucjatę ewangelizacyjną w Kenii przeprowadził pastor Reinhard Bonnke. W czerwcu 2013 roku powrócił do Kenii na pięciodniową krucjatę. Przywódcy kościołów w Kenii zgłosili, że do niektórych kościołów wkradły się przypadki praktykowania animizmu i tradycyjnych wierzeń i że ta ewangelizacja (spalanie fetyszy i publiczne wyparcie się czarów) stanowi monumentalny przełom dla Kościoła w Nairobi. W krucjacie wziął udział prezydent Kenii, Uhuru Kenyatta, wraz ze swoimi zastępcami i ich żonami. Spotkanie było transmitowane na żywo w telewizji publicznej, a także w innych krajach wschodnioafrykańskich. W ostatni dzień w krucjacie wzięło udział 220 000 ludzi.

## Zaangażowanie polityczne
W 1952 roku miało miejsce antykolonialne powstanie Mau Mau, w dużej mierze inspirowane przez członków plemienia Kikuju. Niezależny Afrykański Kościół Zielonoświątkowy wspierał Mau Mau i zachęcał swoich członków do przyłączenia się do walki zbrojnej. Rząd kolonialny zareagował poprzez wprowadzenie stanu wyjątkowego i zamykanie kościołów oraz szkół. Kościoły zrzeszone w Niezależnym Afrykańskim Kościele Zielonoświątkowym zostały otwarte po uzyskaniu niepodległości w 1963 roku .
Od 1978 do 2002 prezydentem Kenii był Kenyatta Daniel Arap Moi, który był również aktywnym członkiem Niezależnego Kościoła Afrykańskiego, nie-zielonoświątkowego kościoła ewangelicznego, założonego w 1895 roku. Po 1990 r. był popierany w dużej mierze przez stowarzyszenie zielonoświątkowe Evangelical Fellowship of Kenya. Jednym z największych i najbardziej głośnych zwolenników Moi był biskup Arthur Kitonga z Redeemed Gospel Church of Kenya. Rząd często wykorzystywał Kitonga, aby pozyskać poparcie liderów stowarzyszenia. W styczniu 2002 r. Moi nakazał, aby szkoły przejęte od Afrykańskiego Niezależnego Kościoła Zielonoświątkowego podczas rebelii Mau Mau zostały zwrócone kościołowi .
Podczas wyborów w grudniu 2002 r. kandydat Afrykańskiego Narodowego Związku Kenii, Uhuru Kenyatta, został pokonany przez Mwai Kibaki z opozycyjnej National Rainbow Coalition. Większość kościołów zielonoświątkowych i charyzmatycznych sprzeciwiła się bezpośredniemu udziału w kampanii wyborczej, z wyjątkiem Afrykańskiego Niezależnego Kościoła Zielonoświątkowego, który publicznie wspierał Kenyattę. Po wyborach 2002 r. zielonoświątkowcy naciskali na odrzucenie projektu konstytucji zaproponowanej przez prezydenta Kibaki, ponieważ w niektórych warunkach pozwalał na aborcję i przewidywał sądy islamskie Kadhis .
Sądy Kadhis, znane gdzie indziej jako sądy szariatu, rozstrzygały sprawy odnoszące się do prawa muzułmańskiego nad nie-muzułmanami. Chrześcijanie (katolicy, tradycyjni protestanci i zielonoświątkowcy) utworzyli organizację o nazwie Kenya Church jako wyraz sprzeciwu wobec ustanowienia sądów Kadhis. Podczas gdy większość zielonoświątkowców uważa, że konstytucja powinna być świecka, zielonoświątkowe Zbory Boże wystąpiły z inicjatywą utworzenia sądów chrześcijańskich. Ostatecznie sądy Kadhis zostały zniesione w 2005 roku .

## Pentekostalizm jako zjawisko miejskie

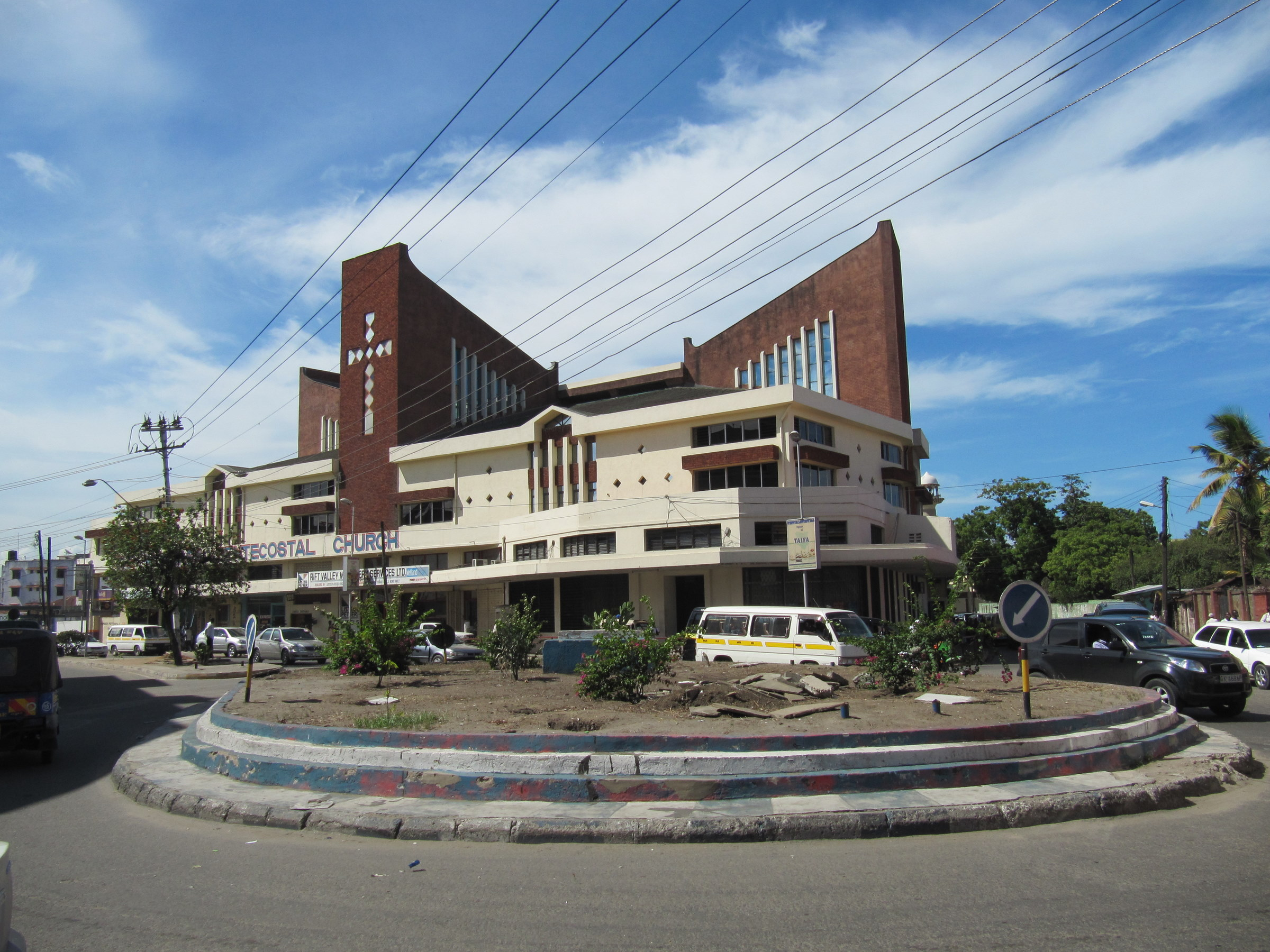
Kościół Zielonoświątkowy w Mombasie.

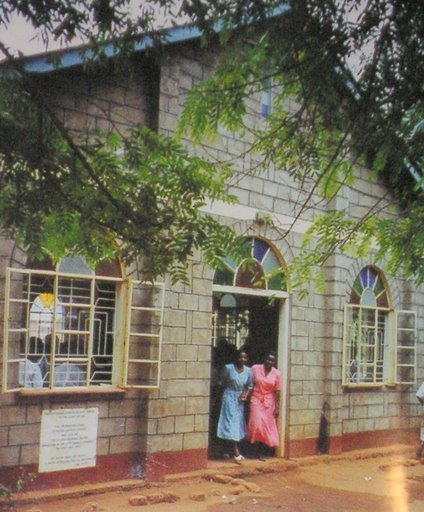
Kościół „Betel” w Kibwezi, w hrabstwie Makueni

Od 1970 roku nastąpiła eksplozja ruchu zielonoświątkowego na całym świecie, a zwłaszcza w krajach globalnego Południa (Afryka, Azja i Ameryka Łacińska). Ta nowa fala pentekostalizmu została nazwana jako neocharyzmatyczne lub neozielonoświątkowe chrześcijaństwo i stała się znanym zjawiskiem na kontynencie afrykańskim. Jedną z cech, która odróżnia neopentekostalizm od starszej formy jest jego koncentracja na obszarach miejskich. W Kenii, zielonoświątkowe i charyzmatyczne chrześcijaństwo stało się dominantą religijnego i politycznego krajobrazu kraju, zwłaszcza w miastach. Mimo to, że neopentekostalizm jest zasadniczo miejskim ruchem (który zwykle rozpoczyna się w miejskich ośrodkach) niedawno zaczął przenikać również na tereny wiejskie.
Badania naukowe dowodzą, że ruch charyzmatyczny w Afryce (a w Kenii w szczególności) usiłuje nie tylko przetrwać, ale także rozwijać się w zglobalizowanym i zmodernizowanym świecie. Zielonoświątkowe chrześcijaństwo osiąga ten cel dość łatwo, dzięki elastyczności i zdolności przystosowania się do zmieniających się warunków kulturowych i społecznych.
Ze względu na mnogość kościołów neozielonoświątkowych w Kenii, rozwinęła się silna i charyzmatyczna tradycja zielonoświątkowa. Czego są dowodem liczne wiece na otwartym powietrzu, krucjaty ewangelizacyjne, spotkania przebudzeniowe, ośrodki lecznicze, głoszący na ulicach, a ostatnio także teleewangelizm. Wszystkie te działania stały się istotną cechą pentekostalizmu w Kenii. Wzrost pentekostalizmu przypisywany jest agresywnej ewangelizacji, zakładaniu kościołów, mobilizacji świeckich, żywej muzyce i uroczystemu charakterowi kultu.
Wiele z kościołów ogromnie się rozwinęło zarówno liczbowo, jak i instytucjonalnie. Wiele z nich stało się megakościołami, które działają podobnie jak korporacje biznesowe. Ich wpływ także obejmuje wszystkie aspekty życia społecznego Kenii, a ich obecność jest teraz odczuwalna w sferze polityki, gospodarki, kultury, jak i dziedzin społeczno-religijnych. Kenijski pentekostalizm ma nie tylko znaczny wpływ na afrykańskie chrześcijaństwo, ale również na politykę i religię.
Badania naukowe stwierdzają, że pentekostalizm reprezentuje popularną formę chrześcijaństwa która zaspokaja potrzeby zubożałych mas, zwłaszcza mieszkających w ośrodkach miejskich. Zapewnia psychologiczną, a czasami praktyczną pomoc dla biednych i tych na marginesie społeczeństwa. Pomaga ludziom przetrwać zarówno społecznie jak i psychologicznie, ponieważ zapewnia uczestnictwo w życiu społecznym, wzajemną pomoc, uwolnienie emocjonalne i poczucie tożsamości i godności dla szerokiej gamy grup społecznych.
Kolejną wyróżniającą cechą współczesnego pentekostalizmu jest apel do młodzieży. Kościoły zielonoświątkowe są w dużej mierze kościołami młodzieżowymi. Na przykład Deliverance Church został rozpoczęty przez młodych ludzi i stanowią oni (w przedziale wiekowym 12-35 lat) ok. 80% populacji tego kościoła. Kolejne cechy pentekostalizmu to otwartość na nowoczesność i zdolność do transformacji, i przemian społecznych m.in. wykorzystanie prasy, radia i telewizji w celu ewangelizacji.